# Bundesverband Tierschutz
Der Bundesverband Tierschutz e.V. (BVT) ist ein Tierschutzverein mit Sitz in Moers und einem Hauptstadtbüro in Berlin.

## Geschichte
Der Verein ist eine im Januar 1962 gegründete Tierschutz-Dachorganisation in Deutschland. Er entstand aus Protest radikaler Tierschützer gegen die deren Meinung nach mangelnde Aktivität und tierschützerische Einstellung des Deutschen Tierschutzbundes. Mittlerweile arbeiten der BVT e.V. und der Deutsche Tierschutzbund im Rahmen des Tierschutzes zusammen. 2014 schlossen sich der BVT e.V. und der Tierschutzverein für Berlin und Umgebung zum Bündnis Tierschutzpolitik Berlin zusammen. 2015 wurde mit mehreren anderen Tierschutzorganisationen das deutschlandweit aktive Bündnis für Tierschutzpolitik ins Leben gerufen.
Der Verein gehört zu den sieben Organisationen, die vom Verbraucherschutzministerium in Nordrhein-Westfalen zur  dort 2013 eingeführten Verbandsklage für Tierschutzorganisationen berechtigt sind.

## Tätigkeiten
Der Verband ist unter anderem in der Bundestierschutzkommission des Bundesministeriums für Ernährung und Landwirtschaft, in den Tierschutzbeiräten der Länder Nordrhein-Westfalen, Baden-Württemberg und Hessen und in der Stiftung zur Förderung der Erforschung von Ersatz- und Ergänzungsmethoden zur Einschränkung von Tierversuchen beratend tätig.
Der Verein ist als verbandsklageberechtigter Verein in Nordrhein-Westfalen anerkannt, Mitglied im Deutschen Spendenrat, die Interessenvertretung spendensammelnder gemeinnütziger Organisationen, und im Deutschen Naturschutzring. Ebenso ist er Kooperationspartner des Vereins für kontrollierte alternative Tierhaltungsformen und Unterstützer der Initiative „Kaninchenmast, nein danke“, einem Zusammenschluss von 36 Tierschutzorganisationen, die sich für ein Ende der Käfighaltung von Mastkaninchen einsetzen.
Der BVT e.V. und der Tierschutzverein für Berlin und Umgebung organisieren im Namen von Bündnis Tierschutzpolitik Berlin gemeinsam mit dem Deutschen Tierschutzbund die in Berlin stattfindende bundesweite Demonstration „Forschung ja – Tierversuche Nein!“.
Im Januar 2016 begann der Verein die Kampagne „Der Ringelschwanz gehört mir“ gegen das betäubungslose Entfernen der Ringelschwänze bei Schweinen.
Der Verein ist gemeinnützig und als förderungswürdig anerkannt. Außerdem betreibt der Verein ein Tierheim in Wesel.

## Vorstand und Geschäftsführung
Der Verband wird von fünf Vorstandsmitgliedern geleitet. Der Vorstand wird alle vier Jahre auf der Mitgliedervollversammlung gewählt. Vorsitzende ist seit 28. August 2021 Claudia Lotz.